# 尼科利斯科耶村委员会 (阿穆尔州)
尼科利斯科耶村委员会（俄语：Никольский сельсовет）是俄罗斯联邦阿穆尔州别洛戈尔斯克区所属的一个村委员会。其下辖有3个居民点，行政中心为尼科利斯科耶。据2016年统计，该村委员会的人口为1901人。